# Сесар, Юлия
Юлия Мария Вильгельмина Сесар (28 января 1885 — 18 июля 1971 года) была шведской актрисой. Ее актерская карьера длилась с 1905 по 1968 год, за это время она снялась в большом количестве ревю, пьес и фильмов.

## Ранние годы жизни
Юлия Сесар родилась в 1885 году в Эстермальме, Стокгольм. Ее отец Густав Сесар был сержантом королевской лейб-гвардии шведской армии. В то время Эстермальм был бедным районом Стокгольма. У Сесар было трудное детство, периодически ей приходилось оставаться в приемных семьях, также иногда она жила у своего дяди Августа Сесара, который был тюремным надзирателем в тюрьме Лонгхольмен. В 12 лет ей пришлось бросить школу и начать работать курьером в магазине.

## Карьера
С самого раннего детства Сесар интересовалась театром, по вечерам и в выходные, когда у нее не было работы, она помогала за сценой, а также бегала по поручениям актеров. Когда ей исполнилось 16 лет, она стала получать небольшие второстепенные роли в театре. В 1905 году она получила свою первую ведущую роль, роль 100-летней женщины, в ревю Эмиля Норландера в театре «Kristallsalongen». После участия в постановке она продолжила получать ведущие роли, в основном в ревю и популярных небольших пьесах.
Всю свою жизнь Юлия Сесар прожила в Стокгольме, служила в театрах: «Pallas Theatre»,"Odeon Theatre", «Södra Teatern», «Mosebacke», а также выступала на открытых сценах в «Tantolunden» и «Rålambshov». И только в период с 1913 по 1919 год Сесар жила в Хельсинки, где работала в театре «Apollo Theatre».
В 1913 году началась карьера Сесар в кино. Она получила небольшую роль в фильме Виктора Шёстрёма «Ingeborg Holm», также в 1921 году она играла второстепенную роль в фильме Шострема «Возница». Прорывом в карьере Сесар в кинематографе стала главная роль в фильме «Anderssonskans Kalle» режиссера Эмиля Норландера, 1922 год. Ее кинокарьера сложилась крайне успешно, она сыграла более 130 ролей в кино.
На протяжении всей своей карьеры Юлия Сесар сыграла множество ролей. Образ, который за ней закрепился, это старуха с золотым сердцем. Она обладала очень сильным голосом, что было необходимым для работы в театре под открытым небом. А когда она играла ревю в театре «Tantolunden», она научилась рассчитывать свои реплики таким образом, чтобы их не заглушали проходящие поблизости поезда.
В 1967 году, в возрасте 82 лет, Сесар записала песню «Annie från Amörka», которая попала в хит-парад «Svensktoppen», что сделало ее самым пожилым исполнителем, попавшим когда-либо в чарт.

## Личная жизнь
Сесар никогда не была замужем. Большую часть своей жизни она прожила с певицей оперетты Фридой Фальк до самой смерти последней в 1948 году. После ее смерти Сесар хранила урну с прахом Фальк на каминной полке.
28 июня 1968 года у Сесар случился инсульт. Это произошло непосредственно перед тем, как она должна была выступать со своей песней «Annie från Amörka» в Скансене. Она так и не смогла полностью поправиться, и последние годы жизни была привязана к постели. Она умерла в 1971 году и была похоронена в церкви «Bromma».